# Lorenzo Ochoa Salas
Lorenzo Ochoa Salas (Tuxpan, Veracruz, 25 de mayo de 1943 - México D.F., 7 de diciembre de 2009) fue un arqueólogo mexicano.

## Biografía
Obtuvo la licenciatura en antropología, con especialidad en arqueología en la Escuela Nacional de Antropología e Historia. Completó su doctorado en arqueología en la Facultad de Filosofía y Letras en la Universidad Nacional Autónoma de México. Fue profesor en las Escuelas Nacionales de Antropología e Historia, de Conservación, Restauración y Museografía, y de Trabajo Social de la UNAM y titular de la materia de Mesoamérica en el Colegio de Historia de la Facultad de Filosofía y Letras. También fue profesor visitante en Cuba, Estados Unidos, España y Polonia.
Desde 1973, combinó investigaciones en el campo de la arqueología, etnografía y documental en México y España. Coordinó proyectos arqueológicos en asentamientos maya como la cuenca del río Candelaria (1983-1987), el sistema de riego de San Nicolás Atecoxco  (1982-1992), las cuevas con cajas de madera de Tenosique (1994-1996), en la cuenca de la laguna de Tamiahua, Veracruz (1992-1998) y estudios de los sistemas de mercados y rutas de comercios en la Huasteca (2000-2009).
Ocho colaboró en más de 150 libros y revistas especializadas y fue autor de una docena de libro. Entre ellos destacan Historia prehispánica de la Huaxteca (UNAM, 1979) y tres guías arqueológicas.
Ochoa murió de una insuficiencia respiratoria en México D.F. el 7 de diciembre de 2009. La revista Voces de Mexico le dieron una sección especial en el momento de su muerte.